# Behringersdorf
Behringersdorf ist ein Gemeindeteil der Gemeinde Schwaig bei Nürnberg im Landkreis Nürnberger Land (Mittelfranken, Bayern). Die Gemarkung Behringersdorf hat eine Fläche von 2,805 km². Sie ist in 1689 Flurstücke aufgeteilt, die eine durchschnittliche Flurstücksfläche von 1660,57 m² haben.

## Lage
Das Pfarrdorf liegt nördlich des Kernortes an der Bundesstraße 14 zwischen Nürnberg und Rückersdorf im Pegnitztal und an der Bahnstrecke Nürnberg–Cheb. Vom Nürnberger Stadtteil Erlenstegen ist es durch die Bundesautobahn 3 mit der Anschlussstelle Behringersdorf und den Sebalder Reichswald getrennt. Durch den Ort verläuft der Fränkische Marienweg.

## Geschichte

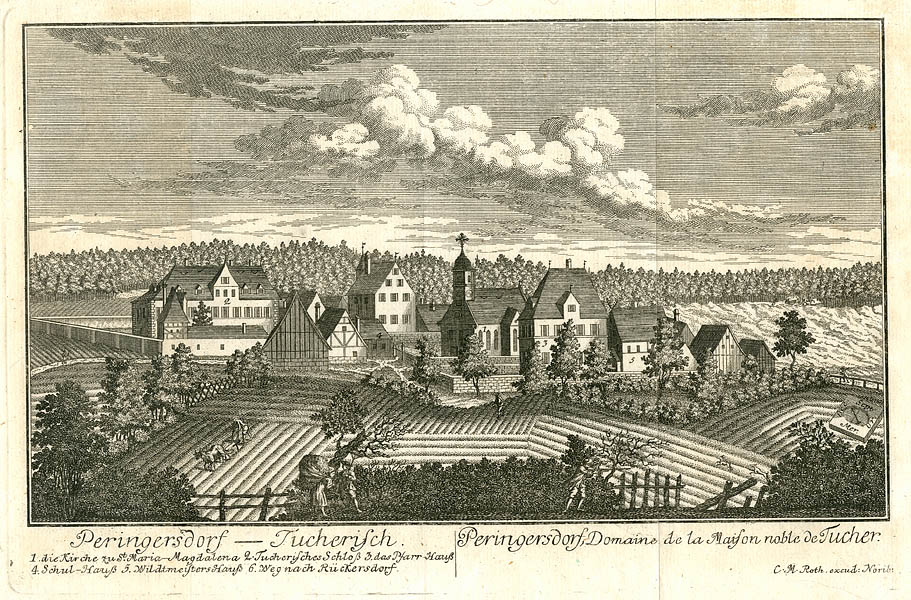
Behringersdorf um 1759

Ein gewisser Berengar von Rückersdorf errichtete 1243 einen Dienstmannensitz in Behringersdorf.
Der Ort befand sich im Lehensbesitz der Burggrafen von Nürnberg. Durch Heirat wurde der Besitz an die Grafen von Nassau verliehen. Diese veräußerten 1319 das Dorf an die Nürnberger Patrizierfamilie Schürstab. 1514 fiel der Ort an die Patrizierfamilie Tucher.
Im Zuge der Gemeindegebietsreform wurde am 15. Mai 1976 die damals selbständige Gemeinde Behringersdorf nach Schwaig eingegliedert.

## Baudenkmäler
In Behringersdorf entstanden nacheinander mehrere Herrensitze:
- Die ursprüngliche Burg Behringersdorf wurde wohl kurz vor 1243 von dem Ministerialen Berengerus de Rukerstorf erbaut. Das sich nach Behringersdorf nennende Ministerialengeschlecht der Peringsdorfer oder Peringsdörffer könnte hier seinen Dienstsitz gehabt haben. Die Burg kam mit der Burg Malmsbach als Reichslehen an die Herren von Gründlach und von diesen um 1300 durch Heirat der Margaretha von Gründlach mit Gottfried von Hohenlohe-Brauneck an dieses Haus. Von dieser ersten Burg wurden angeblich 1717 nordöstlich des Schlosshofes Grundmauern ergraben. Aus Hohenloher Besitz wurde 1323/26 zumindest „ein Gut“ in Behringersdorf an Burggraf Friedrich IV. von Nürnberg verkauft.

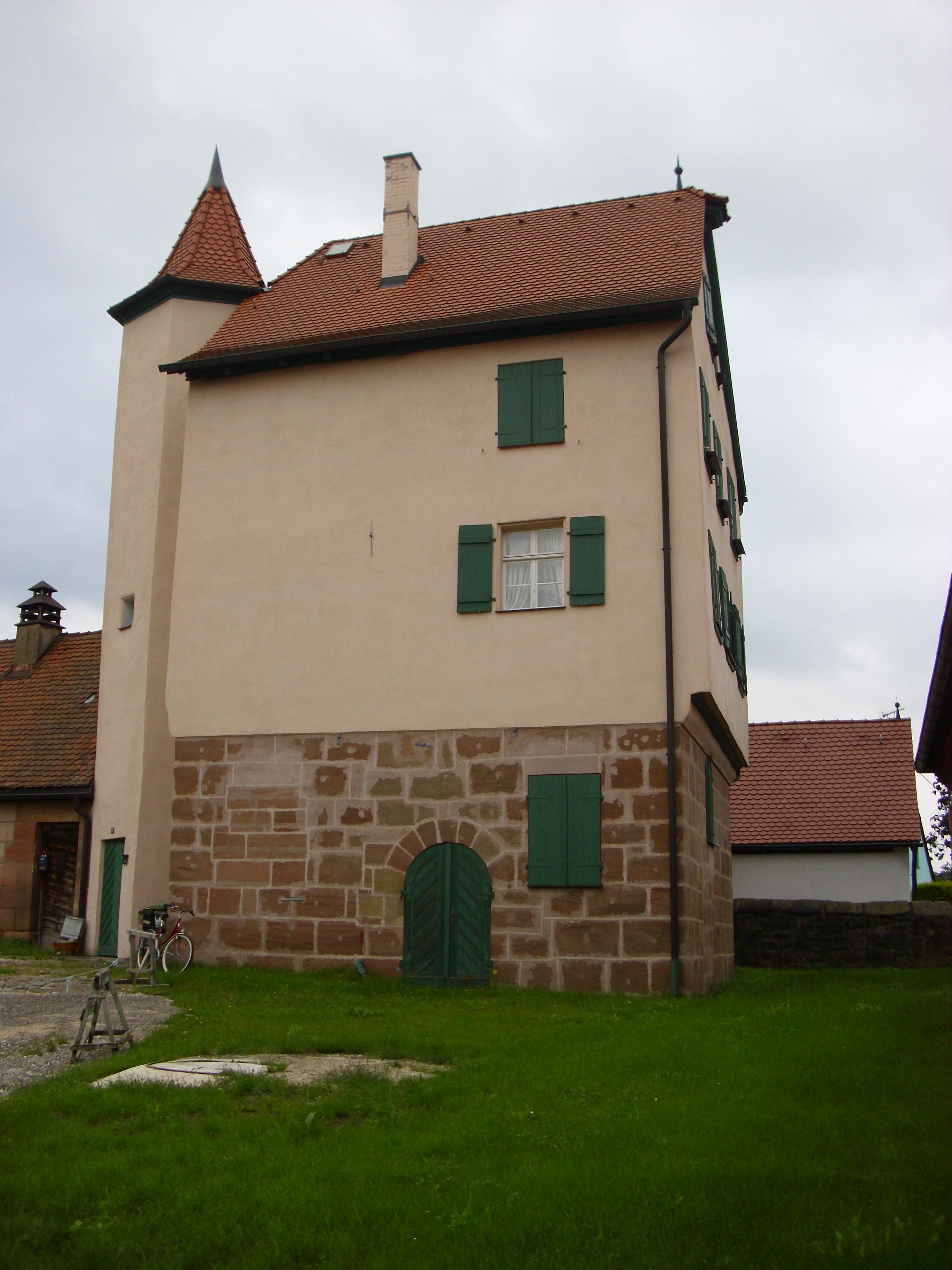
„Alter Sitz“

- „Alter Sitz“Der „Grolandsche oder Alte Sitz“ (Schwaiger Straße 18–26) „bei der Kirche“ wurde wohl noch im 15. Jahrhundert von Anton Tucher an Wolf Groland verkauft, dem Jakob Groland folgte. Der 1552 im Zweiten Markgrafenkrieg  weitgehend zerstörte kleine Wohnturm verfügte über mindestens zwei Obergeschosse, die jeweils eine untere und obere herrschaftliche Stube aufwiesen. Unten, wohl im Erdgeschoss, war ein Gewölberaum, in dem Wein gelagert wurde. 1580 wurde er von Philipp Geuder an Christoph Tucher verkauft. Die Tucher hatten bereits 1532 das Spitalsitzlein erworben. Sie erbauten die umliegenden Ökonomiegebäude. Der ruinöse viergeschossige Turm wurde erst 1660 und dann wieder um 1715 erneuert. Der „Alte Sitz“ aus dieser Zeit steht noch im großen Ökonomiehof, ein dreigeschossiger kleiner Bau, die Nordseite zeigt einen sechseckigen Treppenturm mit Zeltdach.
- Ferner gab es das ebenfalls 1552 im Zweiten Markgrafenkrieg zugrunde gegangene „Spitalsitzlein“, einen kleinen Herrensitz, auf dem Eigen- und Zinsrechte des Nürnberger Heilig-Geist-Spitals lasteten. Es soll von den Peringsdorfern an die Familie Tucher gekommen sein. Genannt werden der Verkauf des Hieronymus Schürstab an Sebald Deichsler im Jahr 1493. Die Witwe des Sebald Deichsler verkaufte dann 1506 an Wolff Peringsdorfer. Die Einräumung des Öffnungsrechtes an den Rat der Reichsstadt erfolgte 1517 durch Elisabeth, die Witwe des Wolff Peringsdorfer. Diese veräußerte schließlich 1532 das Sitzlein an Hans Tucher d. J. Ausdrücklich wurde beim Waldamt vermerkt, dass dieses 1552 abgegangene Herrenhaus recht „eng und klein“ gewesen sei.

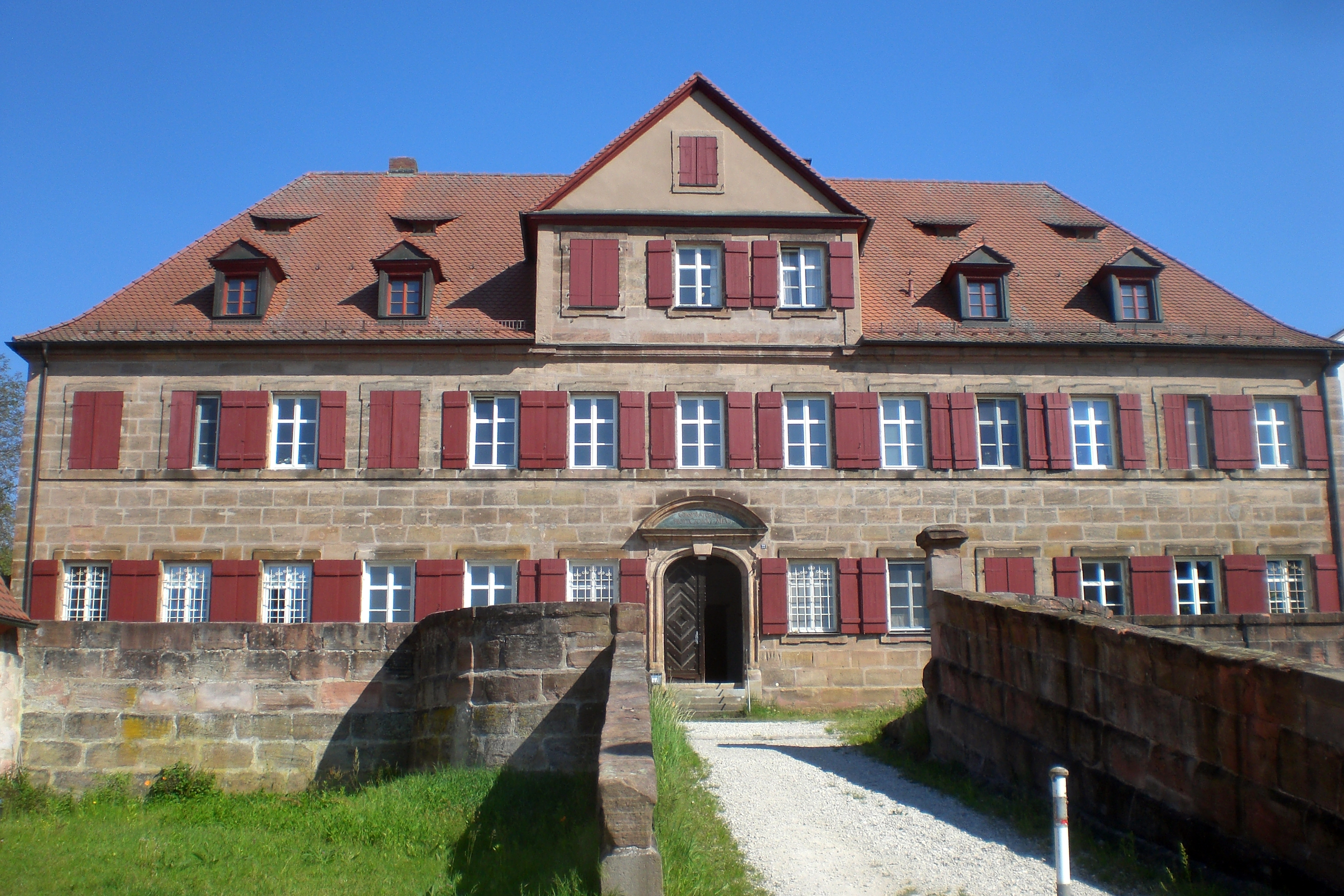
Tucherschloss (Neues Schloss, 2024)

- Tucherschloss (Neues Schloss, 2024)Im Jahre 1715 reichte Christoph Wilhelm von Tucher beim Waldamt Sebaldi eine Baueingabe zur Errichtung einer Winterung für Gartenpflanzen mit einer Remise unter einem Dach ein. Der Neubau wurde genehmigt, weil an seiner Stelle eine bereits bestehende Remise bestand, die abgebrochen werden sollte. Für 30 Gulden erwarb der Bauherr ein Feuerrecht für die Aufstellung eines Ofens, damit die Winterung temperiert werden konnte. Der Eingabeplan wurde nie verwirklicht. Der Bauherr sandte weitere Risse nach und wünschte 1717 ein zusätzliches Feuerrecht, was aber abgelehnt wurde. Schließlich wurde ruchbar, dass in Behringersdorf ein Neubau entstand, der mit dem Baugesuch wenig zu tun hatte. Tucher hatte mittlerweile nach den Plänen und unter der Leitung des Baumeisters Johann Ulrich Mösel mit der Errichtung eines über 30 Meter langen und etwa 11 Meter breiten Herrenhauses begonnen, dessen Weiterbau 1717 vom Waldamt verboten wurde. Trotzdem brachte Christoph Wilhelm Tucher den Rohbau noch provisorisch unter Dach. Erst nach einem längeren Rechtsstreit wurde 1720 zwar die Fertigstellung des Rohbaus, nicht jedoch der Ausbau zum Herrenhaus genehmigt. Der Innenausbau wurde erst um 1745 vollendet.[8] Zu dem langgestreckten Sandsteinbau mit Walmdach, dessen Mitte durch einen Giebelbau betont ist, führt von Süden her eine breite Auffahrtsrampe mit Sandsteinbrüstungen. Zu der Rampe gelangt man über den tiefer gelegenen Ökonomiehof, auf den von der Straße her ein Pfeilerportal führt. Den Hof sowie den auf ihm rechter Hand gelegenen „Alten Sitz“ umrahmen auf drei Seiten bewohnte historische Gebäude. Diese werden instand gehalten, doch macht die an sich repräsentative Gesamtanlage einen unaufgeräumten Eindruck.

1790 gehörten zur Tucherschen Herrschaft die zwei Schlösser, ein Pfarr- und ein Schulhaus, fünf Güter und zwei weitere Anwesen. Heute ist das Gut mit dem Alten Sitz und dem Neuen Schloss im Besitz der Freifrau Hildegard von Schweinichen-Tucher, die die Gebäude weitgehend vermietet.

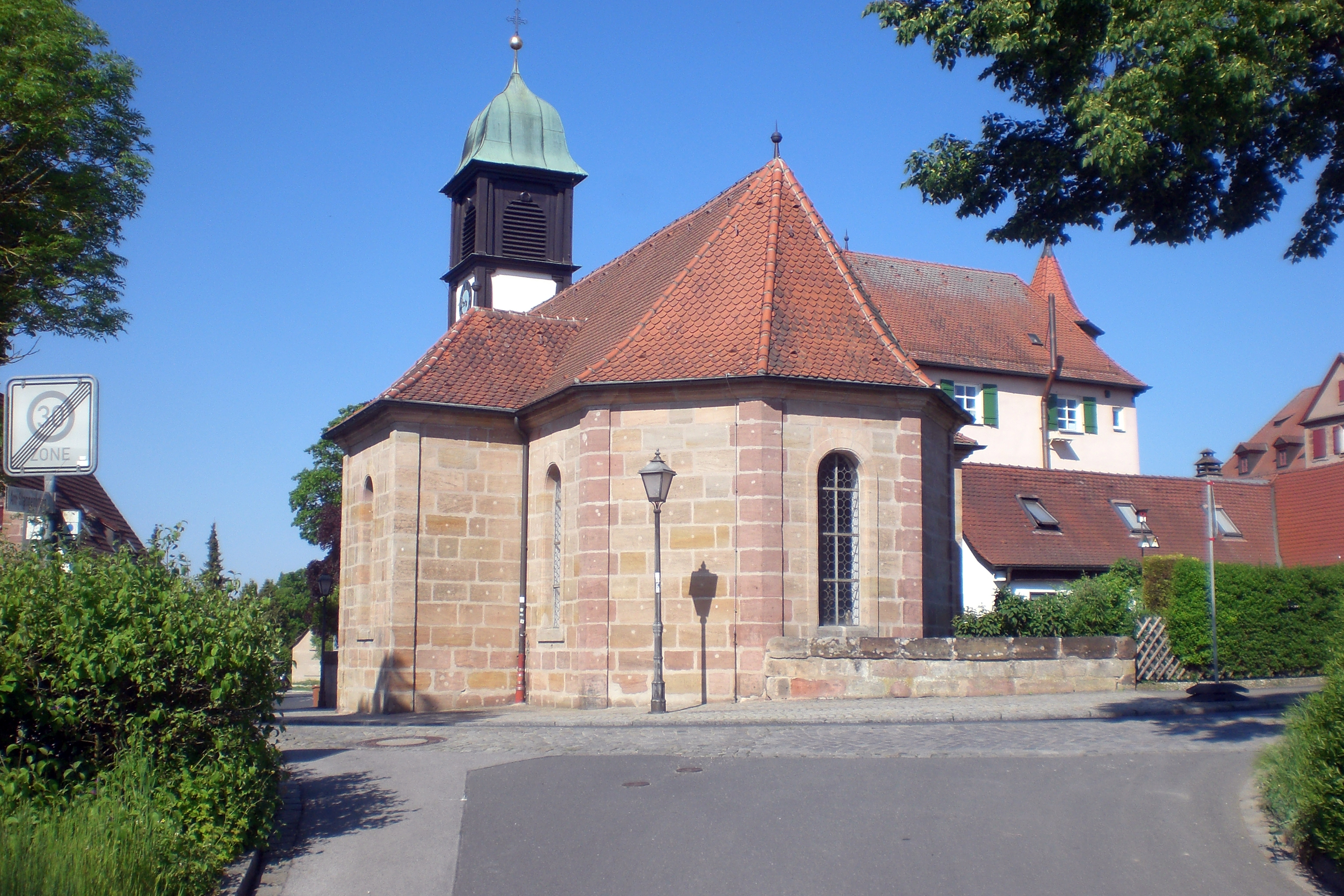
Evangelisch-lutherische Pfarrkirche St. Maria Magdalena (2024)

- Evangelisch-lutherische Pfarrkirche St. Maria Magdalena (2024)Die Evangelisch-Lutherische Pfarrkirche St. Magdalena war zunächst grundherrschaftliche Eigenkirche der Herren von Behringersdorf und ursprünglich eine Filialkirche von Neunkirchen am Sand. Ab 1375 wurde sie von Lauf an der Pegnitz aus verwaltet. Ab dem 16. Jahrhundert war sie dann eine selbständige Pfarrei. 1439 ließ der Besitzer des Schlosses, Erhard Schürstab, eine neue Kapelle errichten. Die Tucher ließen die Kirche 1719 nach den Plänen des Nürnberger Stadtbaumeisters Johann Trost (1639–1700) umbauen und erweitern.

## Bodendenkmäler
- Ein spätbronzezeitliches Keltengrab (500 v. Chr.) befindet sich am Ostufer des Behringersdorfer Sees.

## Gewerbe
Bedeutende ortsansässige Unternehmen sind die 1899 gegründeten überregional bekannten Kalksandsteinwerke Zapf (örtlich die „Backsteinfabrik“ genannt) und die Firma Retterspitz, Hersteller natürlicher Heilmittel und Pflegeprodukte.

## Persönlichkeiten
- Georg Friedrich Kordenbusch von Buschenau (1731–1802), Stadtphysicus und Direktor der Sternwarte in Nürnberg